# Голям противолодъчен кораб
Голям противолодъчен кораб съкратено на руски: (БПК) са тип кораби на Съветския и Руския военноморски флотове, приет на 19 май 1966 г. Този тип кораби са разновидност на основната категория ескадрени миноносци (съкр. есминци), познати в западната военноморска терминология като разрушители. Другата основна разновидност са есмиците за противо-въздушна отбрана. В съответствие с означението, корабите от типа са предназначени преди всичко за борба с подводниците на вероятния противник в океанската зона в състава на съединения, в които влизат ПЛО есминци, ПВО есминци, фрегати, подводници и снабдителни кораби. Във военноморските сили на другите страни класа на големите противолодъчни кораби не съществува, съветските БПК от 1-ви ранг са класифицирани в западните справочници като крайцери или ескадрени миноносци (есминци), а БПК 2-ри ранг са именувани фрегати. В СССР към класа на БПК се отнасят бойните кораби специална постройка от проектите „61“, „1134А“, „1134Б“, „1155“, „1155.1“, а също и преоборудваните от други класове кораби проекти „56-ПЛО“ и „57-А“. Към 2014 г. в състава на ВМС на Руската Федерация продължават да носят бойна служба 10 големи противолодъчни кораби (типове „1134-Б“ (1), „1155“ (8) и „1155.1“ (1)).